# 佳村さちか
佳村 さちか（かむら さちか、7月20日 - ）は大分県出身の女優、歌手、モデル、プロデューサー
所属事務所　フロムファーストプロダクションの後にIARAGRACEに所属。
現在はフリーランス。

## 人物
映画が好きで学生時代の青春期は殆ど映画を観て過ごす。十代に観たスタンリー・キューブリックやジャコ・ヴァン・ドルマルに衝撃を受ける。
1996年にモデルを始め、雑誌「 cutie」や「non-no」CMなどで活動。
1999年に出演したメナード薬用ビューネのCMが話題になる。友人のミュージシャン達と作ったデモテープがFM局のオーディション番組でグランプリになったことがきっかけで1st シングル「Telepathy」（ポリドール）をリリースする。
2nd シングル「さよならを教えて」は、フランスの歌手、フランソワーズ・アルディの曲に日本語の歌詞を付けてカヴァーしたもの。
ダンスチューン「MOVE」chillout featuring SACHIKA はアナログ版でのリリース。
2010年 カナダへ留学。現地では英語を学ぶため日本人との交流は徹底して避けていた為ホームシックにはなったものの、その甲斐あって効果的に学べた模様。
2011年から3年間  LAのアクティングコーチの下、本格的に英語での演技トレーニングを受ける。
その後、マレーシア映画「NOTA」(Note) ではマレーシアの実力派女優マヤ・カリンと共演し、現地で出会った国際的で外国人に偏見のないコスモポリタンなスタッフ、共演者との映画製作に刺激を受ける事となった。
2015年、日本映画を世界に発信するため自らプロデューサーとして活動を始める。

## 出演

### CM
- メナード 薬用ビューネ
- サントリー BOSS BLACK
- 日本ユニシス
- 雪印 スノウブラン マスカルポーネ
- エーザイ チョコラBB
- ケンタッキーフライドチキン
- 大同生命
- 福砂屋
- ガロジャパン カルロ・ロッシ
- せんねん灸
- マクドナルド　マックカフェ
- ロッテ ACUO
- チョーヤ梅酒　黒糖梅酒
- UQ-WIMAX
- ライオン クリニカ
- マックカフェ
- TOYATA Tバリュー

### TV
- スカイパーフェクTV! 「music link大音楽」（2000年）

### 映画
- Red letters（2006年）
- かべちょろ家守(2006年）
- 千代田物語（2008年webドラマ）
- アイ・アム I am. (2010年)
- NOTA (マレーシア映画 2014年）
- シネマの天使（2015年）
- 夜汽車に乗って（2016年）
- Selfish Samurai （2017年）
- 189 (2021年）

スチール/WEB
- メガロス
- ヒロタ
- ファイザー製薬
- ファンケル Dear Life
- nikon
- sakuwa×リゲッタ
- ベルーナ 「素敵な雑貨とインテリア」
- 久光製薬　ブテナロックL
- マツダ
- クリニーク
- NTT東日本
- NEC 携帯
- リクシル

## 楽曲

### CD
- Telepathy（1998年7月1日）
- さよならを教えて（1999年2月3日）
- MOVE
- grass hopper
- sunset legend(2007年）

### CMソング
- HONDA Forza 「MOVE」
- 野村証券 「dream of you」
- 東北新社 「sunset legend」
- 花王Soo 「star child」
- ビオレ 洗顔フォーム 「beauty」